# Imperata
Genre
Imperata est un genre de plantes monocotylédones de la famille des Poaceae, originaire des régions tropicales et tempérées chaudes du monde.
Ce genre comprend une dizaine d'espèces. Ce sont des plantes herbacées vivaces, rhizomateuses, aux tiges dressées pouvant atteindre 1,5 m de haut et aux inflorescences soyeuses.
L'espèce la plus connue est Imperata cylindrica, qui est reconnue comme une mauvaise herbe dévastatrice dans de nombreuses régions, mais qui est par ailleurs cultivée comme plante ornementale,,,.

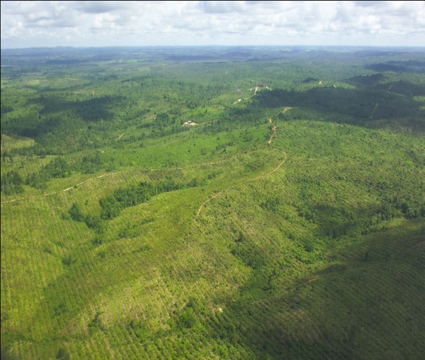
Reforestation à grande échelle, par plantation d'alignements d'arbres sur des collines colonisées par des Imperata.

## Étymologie
Le nom générique « Imperata » rend hommage à Ferrante Imperato (1550—1625), pharmacien et naturaliste napolitain.

## Liste d'espèces
Selon World Checklist of Selected Plant Families (WCSP) (20 juillet 2016) :
- Imperata brasiliensis Trin. (1832)
- Imperata brevifolia Vasey (1886)
- Imperata cheesemanii Hack. (1903)
- Imperata condensata Steud. (1854)
- Imperata conferta (J.Presl) Ohwi (1941)
- Imperata contracta Hitchc. (1893)
- Imperata cylindrica (L.) P.Beauv. (1812)
- Imperata flavida S.M.Phillips & S.L.Chen (2005)
- Imperata minutiflora Hack. (1889)
- Imperata parodii Acev.-Rodr. (1968)
- Imperata tenuis Hack. (1889)